# Lacunaria
Genre
Lacunaria est un genre de plantes à fleurs de la famille des Quiinaceae, selon la classification classique, de la famille des Ochnaceae selon la classification phylogénétique.

## Répartition
Ce genre a pour origine l'Amérique centrale et l'Amérique du Sud tropicale.

## Liste des espèces
Selon GBIF (29 décembre 2023) :
- Lacunaria crenata (Tul.) A.C.Sm.
- Lacunaria grandifolia Ducke
- Lacunaria jenmanii (Oliv.) Ducke
- Lacunaria macrostachya (Tul.) A.C.Sm.
- Lacunaria oppositifolia Pires
- Lacunaria sampaioi Ducke
- Lacunaria umbonata Pires

## Systématique
Le nom correct complet (avec auteur) de ce taxon est Lacunaria Ducke.